# Ryszard Schnepf
Ryszard Marian Schnepf (Varsovia, 22 de setiembre de 1951), político, historiador, hispanista y diplomático polaco.

## Biografía
En 1974 se graduó en la Facultad de Historia de la Universidad de Varsovia. En 1979 defendió su tesis doctoral sobre historia de América Latina en el Instituto de Historia de la Academia Polaca de Ciencias. Desde 1978 ha estado asociado con el Departamento de Estudios Ibéricos de la Universidad de Varsovia, del que fue subdirector. En los años 1982-1983 trabajó como profesor de historia polaca en la Universidad de Indiana en los Estados Unidos.
Se desempeñó como embajador de Polonia en Montevideo, Asunción y San José.
Fue secretario de Estado en la Cancillería del primer ministro de Polonia en 2005-2006, posteriormente viceministro de Relaciones Exteriores en 2007-2008.
Desde el 2008 hasta el 2012 fue Embajador de Polonia en Madrid.